# آهنگ (زبان‌شناسی)
آهنگ (به انگلیسی: Intonation) در علم زبان‌شناسی به معنای تغییرات زیر و بمی در حین صحبت کردن است که برای تمایز بین کلمه‌ها استفاده نمی‌شود. (در مقایسه با صدا و آهنگ) آهنگ جمله و تأکید در عنصر اصلی در قواعد بدیهی علم زبان‌شناسی هستند.
در همه زبان‌ها علم معناشناسی مربوط به زیر و بمی صدا یا همان آهنگ جمله وجود دارد. برای مثال: تکیه صدا برای تأکید و در رساندن حالت شگفت زدگی یا طعنه / کنایه یا در مطرح کردن یک سؤال. زبان‌های آهنگین نظیر زبان چینی و هوسه (زبانی در نیجریه) علاوه بر آهنگ جمله برای تمایز بین کلمات از دانگ زیر و بمی صدا استفاده می‌کنند.

## شیوه
بالا بردن آهنگ جمله به معنی افزایش دانگ زیر و بمی صدا بیشتر از زمان معین آن است. پایین آوردن تکیه صدا به معنای کاهش دانگ زیر و بمی در زمان مشخص شده‌است. شیب آهنگ جمله به معنای پایین آمدن و بعد بالا رفتن آن است، در حقیقت آهنگ جملهی افتاده بالا می‌رود و ترقی می‌کند و دوباره پایین می‌رود.
بهترین نمونه مثال از تفاوت تکیه صدا در بیان سئوال وجود دارد. برای مثال انگلیسی زبانان شمال شرق آمریکا، مانند بیشتر زبانها (Hirst & DiCristo, eds. ۱۹۹۸) یک تکیه صدای صعود کننده در طنین صدا یا پرسش اعلانی دارند. (او آن را در خیابان پیدا کرده‌است) در سوالات بله – خیر (آیا آن را در خیابان پیدا کرده؟) اغلب در پایان جمله تکیه بیشتری دارند. برخی زبان‌ها مانند زبان چیکاسا (زبان قبال هندی شمال آمریکا) و کالالی سوت (Kalaallisut) دارای الگوی مخالف اند. بدنی صورت که آهنگ جملهٔ صعود کننده در جملات خبری و نزول کننده در بیان سوالات وجود دارد.
لهجه و هجای انگلیسی بریتانیایی و ایرلندی اساساً با یکدیگر تفاوت دارند. با بالا بردن آهنگ جمله در اکثر بیانیه‌ها در شهرهای بزرگ ایرلند و پایین آوردن تیکه صدا در جملات سؤالی در شمال انگلستان تفاوت به وجود آمده‌است.
در الفبای بین‌المللی آوایی «به‌طور کلی» پایین یا بالا بودن تکیه صدا با پیکانی مورب از چپ به راست به سمت بالا [] و به همین نسبت پیکانی از چپ به راست به سمت پایین [] مشخص می‌گردد. این علائم ممکن است به عنوان بخشی از هجا نوشته شوند ویا زمانیکه دامنه بیشتری دارند با فاصلهٔ مشخص جدا شوند.
He found it on the street?
[hi: ˈfaʊnd ɪt | ɒn ðə ↗ˈˈstɹi:t ‖]
در اینجا دانگ افزایش یافته بر روی دکمه Street نشان دهنده این است که این کلمه محور اصلی پرسش است، جایی که شخصی شی را پیدا کرده نه اینکه آیا آن را پیدا کرده یا نه.
Yes, he found it on the street.
[↘ˈjɛs ‖ hi ˈfaʊnd ɪt | ɒn ðə ↘ˈstɹi:t ‖]
How did you ever escape?
[↗ˈˈhaʊ dɪdju: | ˈɛvɚ | ɨ↘ˈˈskeɪp ‖]
همانگونه که متداول است در سئوالات wh، آهنگ جملهی رو به بالا بر روی کلمات پرسش و تکیه صدای رو به پایین در انتهای پرسش وجود دارد.
بعضی از افراد به دلیل نداشتن توانایی موسیقایی مو روش و توانایی تبعیض قائل شدن، شناختن و پیروی کردن از آهنگ جمله در کلمات پایانی جملات را ندارند.

## آهنگ جمله به صورت لغوی
در زبان انگلیسی در بیان اظهارات متداول و معمول ممکن است آهنگ جمله به صورت نیمه لغوی شود مانند: «dunno» که به صورت نیمه لغوی است از (I don’t know) و بدین صورت شروع می‌کند به نزدیک شدن به حوزهٔ آهنگ صدا. دانگ زیروبمی صدا هم در متمایز کردن سرنام‌ها (خلاصهٔ چندین حرف که کلمه‌ای خوانا را ایجاد کند) نقشی را ایفا می‌کنند که در غیر این صورت ممکن است با دیگر کلمات متداول اشتباه گرفته شوند برای مثال در عبارت Nike asks that you play به معنای آشنا بودن با زندگی جوانان آمریکا سرنام Play ممکن است با لحن و آهنگ بلند تلفظ شود تا بدین صورت آن را از فعل Play متمایز کنیم که ممکن است در متن معنی اشتباهاً دریافت شود. متناوباً هر حرف می‌تواند به‌صورت مجزا بیان شود؛ بنابراین Play می‌تواند "P-L-A-Y" یا "P.L.A.Y" باشد.